# 2166 Handahl
A 2166 Handahl (ideiglenes jelöléssel 1936 QB) a Naprendszer kisbolygóövében található aszteroida. Grigorij Nyeujmin fedezte fel 1936. augusztus 13-án.